# Catherine Hogarth

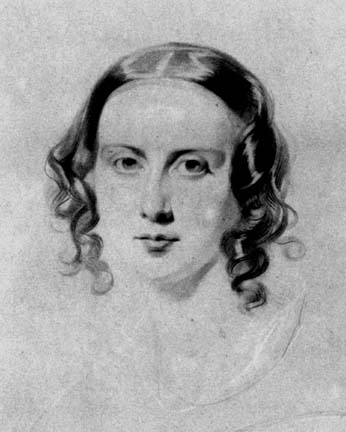
Catherine Hogarth.

Catherine Hogarth (Edimburg, 1815 - Londres, 1879) va ser l'esposa de Charles Dickens i destinatària de gran part de la seva correspondència. Filla d'un advocat d'Edimburg, va conèixer el seu futur marit perquè aquest va enviar uns relats a un diari on treballava el seu pare com a col·laborador. Els primers anys de matrimoni van ser feliços però les desavinences van acabar en una separació (causada segons ella per la rudesa del seu tracte i en versió d'ell perquè ella mostrava un caràcter depressiu). Dickens no va amagar mai les seves aventures extramatrimonials, fet que va contribuir a la ruptura (que mai va acabar en divorci legal). Catherine va morir de càncer.
Va quedar embarassada vint vegades, però en deu ocasions va patir un avortament. Amb la separació la custòdia dels fills va quedar repartida però ella sempre va mantenir-hi contacte freqüent malgrat els continus viatges de tots ells. Els deu fills van ser:
- Charles Culliford Boz Dickens, banquer
- Mary Dickens
- Kate Macready Dickens (amb la que va mantenir més relació)
- Walter Landor Dickens, tinent destinat a l'Índia
- Francis Jeffrey Dickens, policia
- Alfred D'Orsay Tennyson Dickens
- Sydney Smith Haldimand Dickens
- Henry Fielding Dickens, advocat
- Dora Annie Dickens
- Edward Bulwer Lytton Dickens, polític